# دانی اوانس
دانی اوانس (انگلیسی: Dani Evans؛ زادهٔ ۷ ژوئن ۱۹۸۵) یک مانکن (فرد) اهل ایالات متحده آمریکا است.